# Phyllodrom
Phyllodrom e.V.  mit dem Zusatz Museum und Institut für Regenwaldökologie ist ein Verein, der im September 1994 in Leipzig gegründet wurde. Ziel ist die Schaffung einer naturwissenschaftlich forschenden und bildenden Einrichtung, die sich mit dem Großökosystem Tropischer Regenwald und seinen Bewohnern befasst und die Schaffung und den Erhalt eines außerschulischen Lernortes für naturkundliche Bildung in der Region Leipzig.

## Name
Der Name des Vereines leitet sich vom griechischen Wort phyllon ab, das zu deutsch „Blatt“ bedeutet. Übertragen heißt Phyllodrom Blätter- oder Waldhaus, was die Atmosphäre des Regenwaldes am ehesten charakterisiert.

## Konzept und Museum
Die Konzeption zielt darauf ab, zoologische, botanische und ethnologische Wissenschaftsbereiche unter einem Dach zu vereinigen. Dabei beschäftigt man sich mit Evolution, Biodiversität, Botanik und Zoologie, Artensterben, Umweltproblemen und der Klimageschichte. Ebenfalls wird die Rolle von menschlichen Gesellschaften in Ökosystemen beleuchtet.
Im Museum soll dem Besucher ein umfassender Einblick in den Lebensraum Regenwald gewährt werden. Dabei werden lebende Tiere (beispielsweise Tausendfüßer und Gottesanbeterinnen) und Pflanzen bzw. Modelle oder Originalpräparate, Videos, Grafiken, Fotos sowie moderne Multimediasysteme eingesetzt. Die Ausstellung zeigt beispielsweise das Leben in Papua-Neuguinea oder auf der kleinen tropischen Insel Siberut im Indischen Ozean. Das Museum soll auch eine reichhaltige Ergänzung zum Unterricht an Schulen bieten. 

### Aufgaben
Hauptaufgabe des Institutes bildet die Zuarbeit für einen wissenschaftlich orientierten Natur- und Artenschutz, indem die Wissenschaftler ökologische Analysen und Artenlisten aufgrund von Felduntersuchungen bzw. aufgesammeltem und ausgewertetem Material erstellen. Somit sind die Taxonomie (= Wissenschaft von der Benennung der Arten), Biogeographie und Ökologie Schwerpunkte der Arbeit. Dazu gehört auch ein Regenwald-Aufforstungsprojekt in Papua-Neuguinea, welches forschend begleitet wird.